# Copa de Clubes de la UNIFFAC 2005
La Copa de Clubes de la UNIFFAC 2005 fue la segunda edición del torneo de fútbol a nivel de clubes más importante de África Central organizado por la UNIFFAC y que contó con la participación de 6 equipos de la región, dos más que en la edición anterior.
El Delta Telestar de Gabón venció en la final al AS Police de República del Congo para ganar el título por primera vez.

## Fase de grupos

### Grupo A
| Club         | J | G | E | P | GF | GC | Pts |
| ------------ | - | - | - | - | -- | -- | --- |
| AS Saint-Luc | 4 | 1 | 2 | 1 | 6  | 4  | 5   |
| Fovu Baham   | 4 | 1 | 2 | 1 | 4  | 2  | 5   |
| AS Cop Gard  | 4 | 1 | 2 | 1 | 3  | 7  | 5   |

| Equipo 1     | Resultado | Equipo 2     |
| ------------ | --------- | ------------ |
| As Saint-Luc | 5-0       | AS Cop Gard  |
| Fovu Baham   | 3-0       | AS Saint-Luc |
| AS Cop Gard  | 2-1       | Fovu Baham   |
| Fovu Baham   | 0-0       | AS Cop Gard  |
| AS Cop Gard  | 1-1       | AS Saint-Luc |
| AS Saint-Luc | 0-0       | Fovu Baham   |

### Grupo B
| Club            | J | G | E | P | GF | GC | Pts |
| --------------- | - | - | - | - | -- | -- | --- |
| Téléstar FC     | 4 | 2 | 0 | 2 | 5  | 4  | 6   |
| AS Police       | 4 | 2 | 0 | 2 | 4  | 4  | 6   |
| Renacimiento FC | 4 | 2 | 0 | 2 | 4  | 5  | 6   |

| Equipo 1        | Resultado | Equipo 2        |
| --------------- | --------- | --------------- |
| Telestar        | 1-2       | AS Police       |
| Renacimiento FC | 1-0       | Telestar        |
| AS Police       | 2-0       | Renacimiento FC |
| Renacimiento FC | 2-0       | AS Police       |
| Telestar        | 3-1       | Renacimiento FC |
| AS Police       | 0-1       | Telestar        |

## Fase final

### Semifinales
| Equipo 1   | Agr. | Equipo 2     | Ida | Vuelta |
| ---------- | ---- | ------------ | --- | ------ |
| AS Police  | 3-1  | AS Saint-Luc | 0-0 | 3-1    |
| Fovu Baham | 1-2  | Telestar     | 1-1 | 0-1    |

### Final
| Equipo 1  | Agr. | Equipo 2 | Ida | Vuelta |
| --------- | ---- | -------- | --- | ------ |
| AS Police | 1-3  | Telestar | 1-2 | 0-1    |

## Campeón
| Copa de Clubes de la UNIFFAC 2005 |
| --------------------------------- |
| Bandera de Gabón                  |
| Telestar 1º Título                |